# Уилсон, Генри (мореплаватель)
Генри Уилсон (англ. Henry Wilson; 1740 — 1810) — британский мореплаватель, первооткрыватель островов Палау (ныне Палау — независимое государство в ассоциации с США).

## Биография
В 1783 Уилсон был капитаном брига «Антилопа», торгового корабля, принадлежавшего британской Ост-Индской компании. В этот период на море шли боевые действия между англичанами и голландцами в рамках Четвёртой англо-голландской войны. «Антилопа» вышла с грузом из Макао, но двигаться мимо контролируемой голландцами Явы было слишком опасно. Уилсон принял решение обойти испанские Филиппины с востока. Его корабль отклонился слишком далеко на восток и бросил якорь у одного из островов Схаутена поблизости от побережья Новой Гвинеи. Папуасы не продемонстрировали особого дружелюбия, и два дня спустя произошла стычка, в ходе которой британцы использовали стрелковое оружие, а корабельный художник, Артур Уильям Дэвис, был ранен папуасами.
В спешке отчалив от берега, «Антилопа», окончательно сбившись с курса, некоторое время спустя потерпела крушение у берегов неизвестного острова (остров Улонг в архипелаге Палау). К счастью для англичан, остров был населён микронезийцами, а не папуасами.
Теоретически о существовании Палау в Европе знали уже почти сто лет, с тех пор как выходцы с Палау, потерпев крушение у берегов Филиппин, в подробностях рассказали о своей родине испанским иезуитам. Тогда же Испания заявила о своих правах на Палау, однако, де-факто испанские моряки так и не сумели достичь островов (вероятней всего, из-за неблагоприятной конфигурации течений в этом районе).
Поэтому Дэвис и члены его команды оказались первыми европейцами, фактически прибывшими на Палау. Установив дружеские отношение с местным вождём (чему способствовало знание малайского языка как одним из членов команды Уилсона, так и местными жителями, поскольку малайские торговцы, по всей видимости, посещали острова Палау), члены команды Дэвиса потратили три месяца на починку выброшенного на скалы корабля. Они также оказали местным жителям военную помощь в конфликте с жителями соседних островов того же архипелага, причём решающую роль сыграла пушка, снятая с корабля.

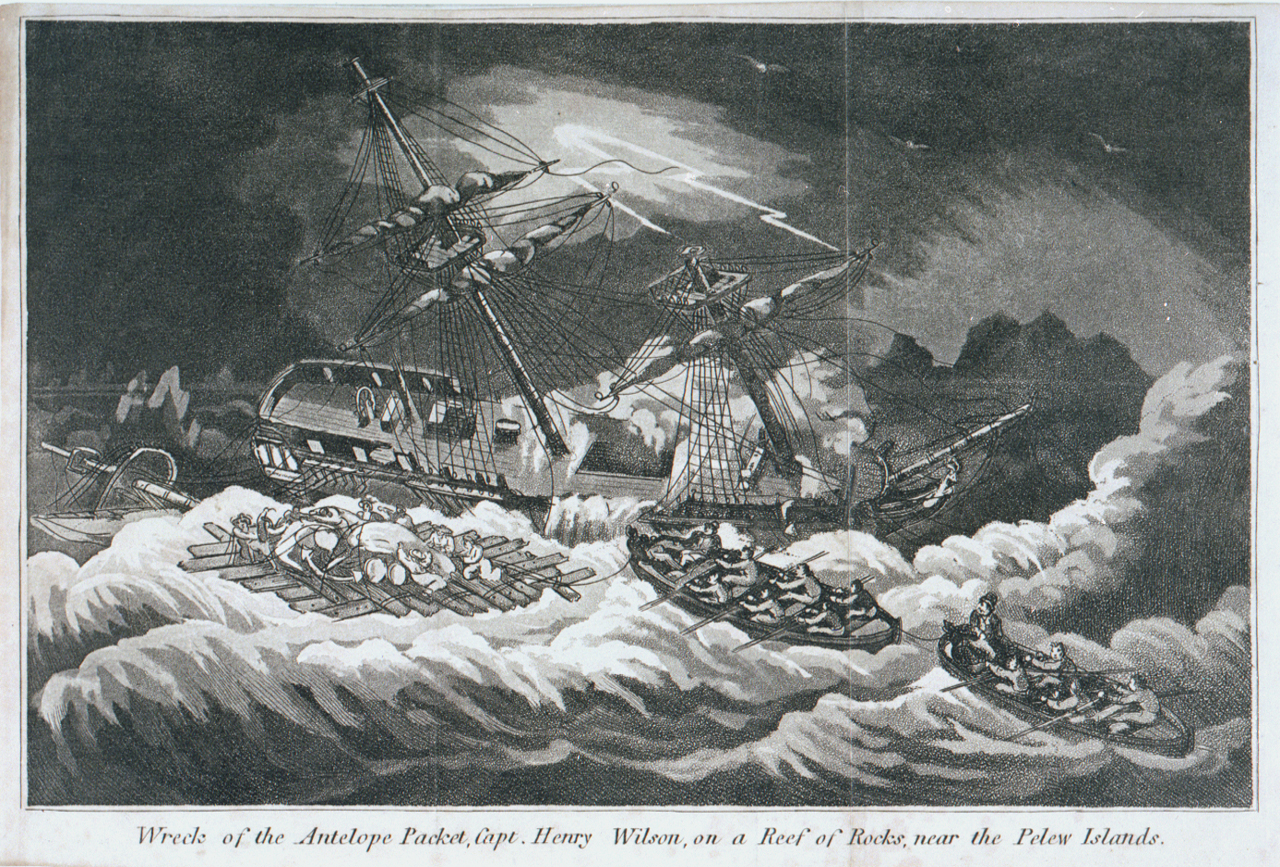
Крушение «Антилопы» у берегов острова Улонг архипелага Палау.

В конечном итоге, Уилсону, Дэвису (который делал зарисовки) и остальным удалось отчалить от Палау и взять курс на Англию. Они взяли с собой, в качестве гостя и в качестве живого доказательства своих историй, сына вождя, однако тот скончался спустя несколько месяцев после прибытия в Великобританию. В остальном, возвращение Уилсона и его команды оказалось триумфальным и вызвало большой интерес к Палау. Собранная Уилсоном этнографическая коллекция до сих пор хранится в Британском музее.
В 1788 году писатель Джордж Кит написал книгу о путешествии, основанную на рассказах Уилсона, отличавшуюся положительным и даже несколько идеализированным описанием коренных жителей островов Палау. Между 1789 и 1850 годах эта книга была переведена на несколько языков и суммарно выдержала более 20 изданий.
В 1790 году на Палау отправился, уже целенаправленно, другой британский корабль, который вновь сумел установить прочный контакт с коренными жителями, хотя те и были опечалены гибелью сына вождя.
Художник Дэвис на несколько лет задержался в Британской Индии, выполняя портреты функционеров Ост-Индской компании. Он вернулся в Британию, заработав немало денег, но пропустил всплеск интереса к экспедиции Уилсона. В дальнейшем Дэвис продолжал работать, как востребованный художник-портретист. Что до самого Уилсона, то он вновь вышел в море, и совершил пять рейсов в качестве капитана корабля «Ост-Индиамен Уорли». В этом качестве он в 1804 году принял участие в триумфальной для британцев битве битве при Пуло-Ауро, в ходе которой торговый конвой британской Ост-Индской компании с незначительным военным сопровождением под общим командованием Натаниэля Дэнса сумел одержать победу над регулярной эскадрой французского военно-морского флота. Премированный за своё участие в этих событиях руководством Ост-Индской компании, Уилсон сошёл на берег.
Скончался Уилсон в 1810 году в Колитоне, графство Девон.